# Federik Grisogono
Federik Grisogono Bartolačić (Bortolazzi) (Zadar, 1472. – Zadar, 2. siječnja 1538.), hrvatski renesansni liječnik, kozmograf, matematičar i astrolog.

## Životopis
Podrijetlom je iz zadarske patricijske obitelji Grisogono. Rano je ostao bez roditelja pa se za njegov odgoj brinuo stric Franjo Grisogono. Osnovnu humanističku naobrazbu stekao je u Zadru, a 1498. otišao je na studij u Padovu gdje studira pravo i matematiku, a kasnije i filozofiju i medicinu. Za studija držao je na padovanskom sveučilištu nekoliko govora o filozofiji i etici, a nakon diplomiranja predavao je astrologiju i matematiku (1507. – 1508.).
U knjizi Speculum astronomicum (1507.) objavio je svoja predavanja o značenju pojedinih znanosti, Aristotelovu učenju o uzročnosti i kritiku Euklidovih principa fgeometrije (definicija točke i usporednica). Knjiga sadržava poglavlje o cjelovitosti glazbe De musica integritate, koje je najstariji objavljeni tekst hrvatskog autora o teoriji glazbe i glazbenoj estetici.
Godine 1509. vratio se u Zadar, gdje djeluje kao liječnik, astrolog i član gradske uprave. Sastavljao je horoskope za svoje pacijente i za procjenu političkih prilika. Prigodom boravka u Veneciji 1512. uzbunio je Mlečane zlogukim astrološkim proricanjima u kojima je došlo do izražaja njegovo antipapinsko i profrancusko stajalište.
Godine 1528. tiskani su u Mletcima Grisogonovi traktati o medicinskoj astrologiji i liječenju groznica (De artificioso modo collegiandi egritudinum, De pronosticis egritudinum per dies creticos, De artificioso modo curandi febrium i De febre pestilentiali), filozofska rasprava o vrhunskoj sreći i ljudskoj savršenosti (De summa felicitate et suprema perfectione humana) i traktat o plimi i oseki (De occulta causa fluxus et refluxus mari). Grisogono piše u okviru Aristotelove filozofije i Ptolemejeve kozmografije, ali više je pod utjecajem Pitagore i Platona.
Kao liječnik bio je potpuno pod utjecajem astrologije. U svojim djelima donosi podatke o sušici i epidemijskim bolestima i njihovu liječenju u Dalmaciji. S gledišta povijesti znanosti osobito su vrijedni njegovi tablični podatci o nekim zvijezdama i originalna teorija o uzrocima plime i oseke. Smatrao je da je povišenje razine mora rezultat zajedničkog utjecaja Sunca i Mjeseca koji maksimalno privlače morske vode kako u zenitu tako i u nadiru. Ta je pretpostavka objašnjavala drugi dnevni val plime i omogućila Grisogonu izradbu prikladnoga matematičkog modela. Grad Rimini konzultirao ga je 1537. prigodom izgradnje nove luke.

## Djela
- Speculum astronomicum terminans intellectum humanum in omni scientia. Premissa est ejus oratio habita in Accademia Patavia. Venetiis, Impressum per Lazarum de Soardis, 1507.
- De modo collegiandi, pronosticandi et curandi febres, necnon de humana felicitate ac denique de fluxu et refluxu maris. Venetiis, Impr. a Joan. Ant. de Sabbio et fratres, 1528. (faksimilno izd. s hrvatskim prijevodom J. Stipišića, Zagreb 1990.)
- De maris fluxu atque refluxu. U: P. Galluci, Theatrum mundi et temporis. Venetiis, Apud J. B. Somascum, 1589.